# Silurus sinensis
Silurus sinensis és una espècie de peix de la família dels silúrids i de l'ordre dels siluriformes.